# Неделку, Драгош
Драгош Неделку (рум. Dragoș Nedelcu; 16 февраля 1997, Констанца, Румыния ) — румынский футболист, центральный полузащитник клуба «Фарул» и сборной Румынии.

## Выступления за сборную
В ноябре 2016 года Драгош получил свой первый вызов в основную сборную Румынии по футболу на матчи против Польши и России.
За основную команду дебютировал 15 ноября 2016 года против сборной России.